# الخطيئة السهلة (رواية)
رواية الخطيئة السهلة (بالإنجليزية: The Easy Sin)‏ هي رواية للكاتب الأسترالي جون كليري. نشرت عام 2002.
تتكون الرواية من 272 صفحة. وهي ضمن سلسلة روايات للكاتب.